# الوزير المتزلج
الوزير المتزلج هي لوحة زيتية تنسب للفنان الإسكتلندي هنري رايبورن رسمها في عقد 1790.اللوحة حالياً ضمن مقتنيات المعرض الوطني الإسكتلندي.